# جويل إمبيد
جويل إمبيد (بالفرنسية: Joel Embiid)‏ مواليد 16 مارس 1994 في ياوندي، هو لاعب كرة سلة محترف كاميروني بدأ مسيرته الاحترافية في سنة 2014. تم اختياره من قبل فريق فيلادلفيا سفنتي سيكسرز خلال الدرافت، يلعب مع فريق فيلادلفيا سفنتي سيكسرز في الرابطة الوطنية لكرة السلة كلاعب وسط ويحمل الرقم 21. يبلغ طوله 7 قدم 0 بوصة (2.1 م).

## روابط خارجية
- جويل إمبيد على موقع إن بي أي (الإنجليزية)
- جويل إمبيد على موقع سبورتس رفرنس (الإنجليزية)
- جويل إمبيد على موقع كرة السلة الأوروبية.كوم (الإنجليزية)
- جويل إمبيد على موقع إي إس بي إن.كوم (الإنجليزية)
- جويل إمبيد على موقع كلية كرة السلة في سبورتس رفرنس.كوم (الإنجليزية)
- جويل إمبيد على موقع ريلجم (الإنجليزية)
- جويل إمبيد على موقع بروبوليرز (الإنجليزية)
- جويل إمبيد على موقع اللجنة الأولمبية الدولية (الإنجليزية)